# UFC 240
UFC 240: Holloway vs. Edgar foi um evento de MMA produzido pelo Ultimate Fighting Championship no dia 27 de julho de 2019, no Rogers Place, em Edmonton, Alberta.

## O evento
A disputa de cinturão dos penas entre o campeão Max Holloway e o ex-campeão dos leves Frankie Edgar serviu de luta principal da noite.
O duelo nos pesados entre Tanner Boser e Giacomo Lemos estava programado para este evento. Porém, no dia 25 de julho, a luta foi cancelada após Lemos testar positivo no exame antidoping.

## Resultados
Nota 1 Pelo Cinturão Peso Pena do UFC. 

Nota 2 Tucker perdeu um ponto no Round 2 devido a joelhada ilegal. 

## Bônus da Noite
Os lutadores receberam $50.000 de bônus:
- Luta da Noite:  Deiveson Figueiredo vs.  Alexandre Pantoja
- Performance da Noite:  Geoff Neal e  Hakeem Dawodu